# أ. بي. ماكدونالد
أ. بي. ماكدونالد (بالإنجليزية: A. B. MacDonald)‏ هو صحفي أمريكي، ولد في 6 مايو 1871، وتوفي في 9 أبريل 1942.